# Prandtl-Nikuradses formel
Prandtl-Nikuradses formel är användbar vid turbulent flöde under hydraulisk glatta förhållanden. Formeln är uppkallad efter Ludwig Prandtl och Johann Nikuradse. För cirkulärt fullgående rör ser formeln ut enligt följande:
{\displaystyle q_{PN}={\dfrac {\pi {\sqrt {2\cdot g\cdot d^{5}\cdot I}}}{2}}\cdot log_{10}\left({\dfrac {\sqrt {2\cdot g\cdot d^{3}\cdot I}}{2,51\cdot \omega \cdot \nu }}\right)}
där
qPN = Flöde (m3)
π = Matematisk konstant (3,14159...)
g = Tyngdaccelerationen (m/s2)
d = Innerdiameter (m)
I = Fall (-)
ω = Empiriskt vågighetstal (-)
ν = Kinematisk viskositet (m²/s)

## Friktionstal
Prandtl-Nikuradses formel kan även användas för att uttrycka friktionstalet i Darcy-Weisbachs ekvation. Då ser ekvationen ut på följande sätt: 
{\displaystyle \lambda _{PN}={\dfrac {1}{4\cdot \left(log_{10}\left({\dfrac {Re\cdot {\sqrt {\lambda _{PN}}}}{c_{PN}\cdot \omega }}\right)\right)^{2}}}} Implicit form
{\displaystyle \lambda _{PN}={\frac {1}{4\cdot \left(log_{10}\left({\dfrac {\sqrt {2\cdot g\cdot d^{3}\cdot I}}{2,51\cdot \omega \cdot \nu }}\right)\right)^{2}}}} Explicit form
{\displaystyle {\dfrac {1}{\sqrt {\lambda _{PN}}}}=2\cdot log_{10}\left({\dfrac {Re\cdot {\sqrt {\lambda _{PN}}}}{c_{PN}\cdot \omega }}\right)} Implicit form
{\displaystyle {\dfrac {1}{\sqrt {\lambda _{PN}}}}=2\cdot log_{10}\left({\dfrac {\sqrt {2\cdot g\cdot d^{3}\cdot I}}{2,51\cdot \omega \cdot \nu }}\right)} Explicit form
där
λPN = Friktionstal (-)
Re = Reynolds tal (-)
cPN = Empirisk konstant (2,51)
g = Tyngdacceleration (m/s2)
d = Innerdiameter (m)
I = Fall (-)
ω = Empiriskt vågighetstal (-)
ν = Kinematiskt viskositet (m²/s)

## Det empiriska vågighetstalet
| Rörtyp                                  | Vågighetstal |
| --------------------------------------- | ------------ |
| Perfekt glatta rör av till exempel glas | 1,0          |
| Släta, oslitsade plaströrsledningar     | 1,0-1,2      |
| Släta, slitsade plaströrsledningar      | 1,1-1,4      |
| Släta vällagda betongledningar          | 3-5          |
| Släta vällagda tegelrörsledningar       | 4-8          |